# Le vergini di Roma
Le vergini di Roma è un film del 1961 diretto da Carlo Ludovico Bragaglia e Vittorio Cottafavi.

## Trama
Nel VI secolo a.C. Roma è assediata dagli Etruschi e dai loro alleati, i Greci e i Galli, questi ultimi guidati da Drusco. Porsenna, re degli Etruschi, concede una tregua a Roma in cambio di mille ostaggi. Nel frattempo i Galli catturano un battaglione di coraggiose soldatesse Romane. Drusco, attratto dal loro capo Clelia, chiede e ottiene che queste donne siano prese in ostaggio. Ma Lucilla, moglie di Porsenna, esorta i Greci a rompere la tregua e a distruggere Roma. Toglie ai Galli il controllo delle prigioniere e dopo averli allontanati in spedizione, incita gli Etruschi a uccidere gli ostaggi. Clelia e le sue compagne riescono a fuggire, il che mette fine alla tregua e fa scattare l'attacco degli Etruschi. Nonostante l'astuzia di Clelia e delle sue guerriere, che usano le fogne sotterranee per sorprendere il nemico da dietro, gli Etruschi risultano vincitori. Ma Drusco interviene a favore della pace e chiede a Clelia di sposarlo.